# Triainomyces hollowayanus
Triainomyces hollowayanus — вид грибів, що належить до монотипового роду  Triainomyces.